# Марта Лаурейсен
Марта Лаурейсен (нід. Martha Laurijsen, 15 квітня 1954) — нідерландська академічна веслувальниця.
Бронзова призерка Олімпійських Ігор 1984 року в складі вісімки.